# Китроски солници
Китроските солници (на гръцки: Αλυκές Κίτρους, Αλυκής Κίτρους) са защитена зона в западната част на Солунския залив (Термайкос), Гърция. Част са от Националния парк „Делта на Вардар-Колудей-Бистрица“.

## Местоположение
Солниците са разположени на западния край на входа на Солунския залив, източно от град Китрос, зад нос Атерида.

## Описание
Защитената зона има площ от около 1500 ha. В нея се включва както Китроската лагуна, в която има солници за производство на сол, така и влажните зони, простиращи се на юг до Коринос. Така защитената зона е уникална по отношение на биоразнообразието, и главно по отношение на фауната на птиците, фауната на влечугите, но също така и видовете флора, които се срещат там, благодарение на голямото разнообразие от местообитания, които включва: от плитките води на лагуна до солените блата в южната част, крайбрежните шубраци и пясъчните дюни, които вървят успоредно на крайбрежната зона.
Районът е част от Натура 2000 като специална защитена зона „Китроски солник - широка околност“ (GR1250004) с площ от 1440,56 ha, като част от него с площ от 1558 ha принадлежи на специалната защитена зона за фауната на птиците „Делта на Вардар-Колудей-Бистрица – Китроски солник“ (GR1220010).

## Китроска лагуна
Китроската лагуна се простира зад нос Атерида и е дом на голям брой водолюбиви птици, които се хранят, зимуват и се размножават тук. През зимата в плитките ѝ води се събират хиляди фламинги. Лагуната е с площ от приблизително 350 ha, максимална дълбочина от 1,5 m и е почти отрязана от морето, тъй като морската вода навлиза през много малък канал Бугази с ширина 4 m, в който потокът от морска вода се контролира от малък шлюз. Водата се управлява от компанията „Елиникес Аликес“, която управлява в рамките на лагуната втората по големина единица за производство на сол в страната като площ и капацитет. Нивото и солеността на водата зависи от приливите и отливите, но и от работата на помпените станции, валежите и изпаренията.

## Пясъчните дюни
Между морето и лагуната има пясъчна ивица с пясъчни дюни, в които е особено важна популацията на влечуги. В зоната, която се простира на юг от производствените мощности на солниците е районът с най-висока гъстота на популации от сухоземни костенурки в света. Дюните са дом и на популация пясъчни лилии.

## Солените блата
От южната и югозападната страна на лагуната се простират солени блата, където преобладава халофитната растителност. Това е район, който периодично се наводнява и е място за хранене на чапли, но също така и на стотици блатни птици, като водобегачи и брегобегачи. Дребните грабливи птици като късопръстия ястреб и керкенеза, но и по-едрите като тръстиковия блатар и орелът змияр търсят храна на открито. Кафявокрилият огърличник, кокилобегачът и калугерицата използват за гнездене халофитната растителност.